# Камілло Романо Авеццана
Камілло Романо Авеццана (італ. Camillo Romano Avezzana; 4 жовтня 1867 — 15 червня 1949) — італійський політик, дипломат, барон.

## Біографія
Народився в місті Неаполь. Закінчив Неаполітанський університет за спеціальністю «Міжнародне право». Кадровий дипломат, монархіст. 
З 1907 року по квітень 1910 року — посол Італії в Тегерані. У липні 1911 року підвищений у ранзі до Надзвичайного та Повноважного посла 2-го класу. З лютого 1918 — 1-го класу.
У 1919–21 роках — посол Італії у США. З 29 жовтня по 23 листопада 1921 року був представником Італії на міжнародній конференції у м. Порторож. 01.1922 — генеральний секретар конференції Верховної ради держав Антанти в Генуї. 
З листопада 1922 року по лютий 1927 року — посол Італії у Франції.
Підтримував фашистський уряд Беніто Муссоліні. Від його імені ініціював скликання Ради послів Антанти 15.03.1923, де підписав ухвалу про передачу Східної Галичини Польщі на умовах автономії. Після цього Авеццана відійшов від активних справ. Лише в 07.1930 — член італо-грецької комісії з примирення. 
1934 року включений королем Італії Віктором-Емануелем III до складу сенату, де працював у с.-г. комісії (1939–43). Влітку 1943 Авеццану було включено до Комітету з закордонних справ, торгівлі та митного права.
Помер і похований у Салерно.

## Нагороди
Нагороджений орденами: Корона Італії (1898, Італія), Почесного легіону (1898, Франція), Дракона 1 та 2 класу (1903, Греція), Османія (1903, Османська імперія), Святого Сави (1906, Сербія), Лева (1908, Персія). Отримав титули офіцера ордену Мауріціо і Лаццаро (1909, Італія), Командора Білого Орла (1904, Сербія).